# Oblężenie Smoleńska (1654)
Oblężenie Smoleńska 1654 – oblężenie twierdzy Smoleńsk przez wojska moskiewskie Aleksego I Romanowa podczas wojny polsko-rosyjskiej (1654-1667) zakończone kapitulacją garnizonu polsko-litewskiego.

## Tło historyczne
Trwające od 1648 r. powstanie Chmielnickiego doprowadziło do znacznego osłabienia Rzeczypospolitej. Po zawarciu ugody perejasławskiej państwo moskiewskie wykorzystując niekorzystną sytuację sąsiada zdecydowało się dokonać inwazji, łamiąc w ten sposób zawarty 20 lat wcześniej pokój w Polanowie.

## Przygotowania do oblężenia

### Stan fortyfikacji
Sama twierdza z racji, że powstała za czasów przynależności do państwa moskiewskiego podzielona była na kreml i posad. Mury wysokie były na 10–15 m i grube na 5–6 m. Ich obwód wynosił ok. 6,5 km. Początkowo istniało 36 baszt rozmieszczonych co 150–300 m oraz 9 bram. W miejscu odcinków muru zniszczonych w czasie oblężeń z 1611 i 1632 r. zbudowano dwie nowoczesne fortyfikacje ziemne: Fortalicję Zygmuntowską i mniejszą Fortalicję Władysławowską. Po zwycięskiej wojnie z 1634 r. nie dbano należycie o mury twierdzy smoleńskiej (pomimo napomnień zawartych w konstytucjach sejmowych), zaś mająca jej bronić szlachta skupiała się bardziej na zarządzaniu swoimi włościami. Dodatkowo brakowało funduszy na żołd dla załogi (m.in. z powodu nadań ziemskich Władysława IV, które uszczupliły władztwo wojewody smoleńskiego). W czasie pokoju garnizon Smoleńska liczył zaledwie 400 żołnierzy. Niektórym oddziałom piechoty zalegano z zapłatą od 16 lat. Umocnienia ziemne i część murów było uszkodzone. Przed początkiem walk udało się jednak część zniszczeń naprawić. Dla lepszej obrony wszystkie bramy poza dwiema zasypano ziemią i kamieniami a żeby oczyścić przedpole spalono przedmieścia.

### Wpływ zmagań politycznych na przygotowania do obrony
25 września 1653 r. na wojewodę smoleńskiego został przez króla mianowany Filip Kazimierz Obuchowicz. Stało się tak, gdyż wyznaczony wcześniej na to stanowisko Paweł Jan Sapieha odmówił, nie chcąc potem odpowiadać za zaniedbania twierdzy smoleńskiej. Nominacja Obuchowicza podyktowana była nie kompetencjami i odpowiednimi umiejętnościami (których on nie posiadał), lecz lojalnością wobec króla. Skonfliktowany z Janem Kazimierzem wojewoda wileński Janusz Radziwiłł chciał objęcia tego urzędu dla swego stronnika Piotra Kazimierza Wiażewicza. Ten został jednak wojewodą nowogródzkim. Zgodnie z królewskim poleceniem o wzmocnieniu załogi Smoleńska, Radziwiłł wysłał tam dwa regimenty piechoty niemieckiej pod dowództwem Wilhelma Korffa. Poza wsparciem dla miejscowej załogi miał on utrudniać Obuchowiczowi objęcie stanowiska, samemu sprawując komendę nad twierdzą. Wskutek tego nowy wojewoda wjechał do miasta dopiero 21 grudnia 1653 r. Te rozgrywki polityczne toczące się niemal do samego nadejścia nieprzyjaciela znacznie opóźniły i utrudniły przygotowania Smoleńska do obrony.

### Siły obu stron

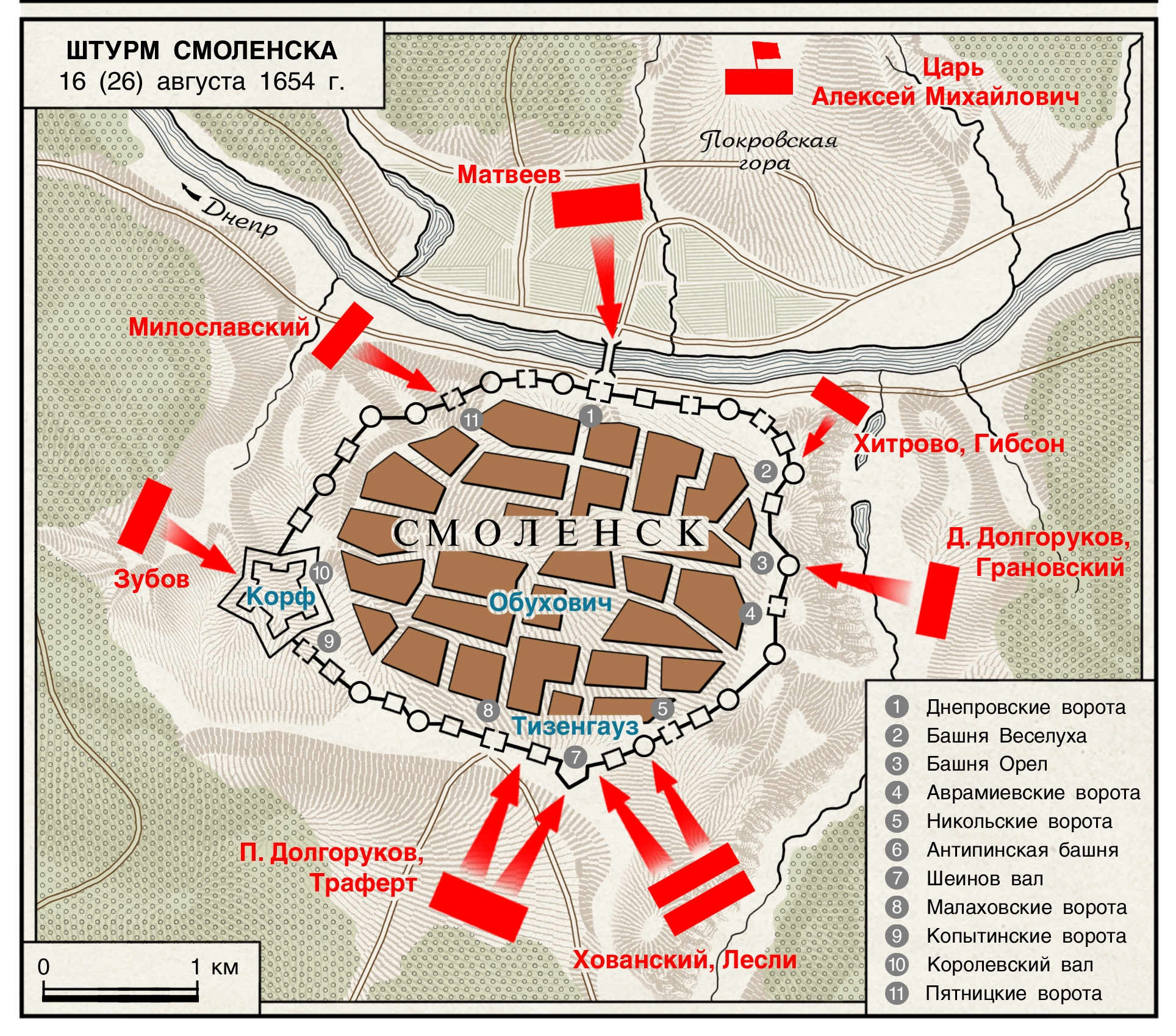
Plan oblężenia Smoleńska

#### Wojska polsko-litewskie
Dla obrony twierdzy zgromadzono łącznie ok. 3500 ludzi. Wśród nich było 1500 piechoty niemieckiej i polskiej, 600 mieszczan wspieranych przez 600 ochotników oraz szlacheckie pospolite ruszenie. Artyleria zaś składała się z ok. 40 dział różnego kalibru. Część z zobowiązanych do obrony szlachciców uciekło jednak z miasta pod błahymi pozorami lub w przebraniu chłopskim. Z powodu braku doświadczenia wojskowego sprawy czysto militarne Obuchowicz pozostawił Korffowi. Załodze brakowało też silnej jednostki cieszącej się znacznym autorytetem (ówczesny wojewoda smoleński nią nie był). Pomimo zgromadzenia sił większych niż w 1632 r. nic nie zapowiadało jednak powtórzenia sukcesu sprzed 20 lat.

#### Wojska moskiewskie
Armia rosyjska uderzyła w 1654 r. na Rzeczpospolitą z kilku kierunków. Na Smoleńsk skierowały się główne siły (41 tys.) pod wodzą samego cara Aleksego. Na tę liczbę składało się 28 tys. wojsk nowego stroja i 12 tys. jazdy szlacheckiej oraz artyleria. Część oddziałów nieprzydatnych przy oblężeniu (kawaleria) zostało jednak skierowanych do wiązania sił litewskich.

## Przebieg walk

### Początek oblężenia
Pierwsze oddziały moskiewskie pojawiły się pod Smoleńskiem 6 lipca 1654 r. Główne siły wraz carem przybyły zaś dwa dni później. Rosjanie odcięli miasto od zewnętrznego zaplecza rozpoczynając sypanie szańców. Wykorzystano także pozostałości tych z lat 1632–1634. Obrońcy, mimo wysiłków nie zdołali temu zapobiec. Początkowo strona rosyjska prowadziła głównie ostrzał artyleryjski. Powodował on znaczne uszkodzenia fortyfikacji, przez co obrońcy stworzyli zapobiegawczo drugą linię obrony wewnątrz twierdzy (często kosztem należących do mieszkańców budynków). W trakcie oblężenia atakujący starali się wykonać podkopy pod fragmentami murów chcąc podłożyć miny, żeby je wysadzić. Strona litewska starała się temu przeciwdziałać. Ostatecznie większych sukcesów Rosjanie w tej dziedzinie jednak nie odnieśli. Dokonywano także wypadów z twierdzy. W nocy z 26 na 27 lipca kilkuset ochotników uzbrojonych w berdysze, dzięki zaskoczeniu wroga początkowo zdobyło nawet szańce Aleksandra Lesleya. Wobec nadciągnięcia wrogich posiłków wycofali się ponownie za mury, zaś moskiewski pościg został przepędzony ogniem ze smoleńskich dział.

### Szturm z 26 sierpnia

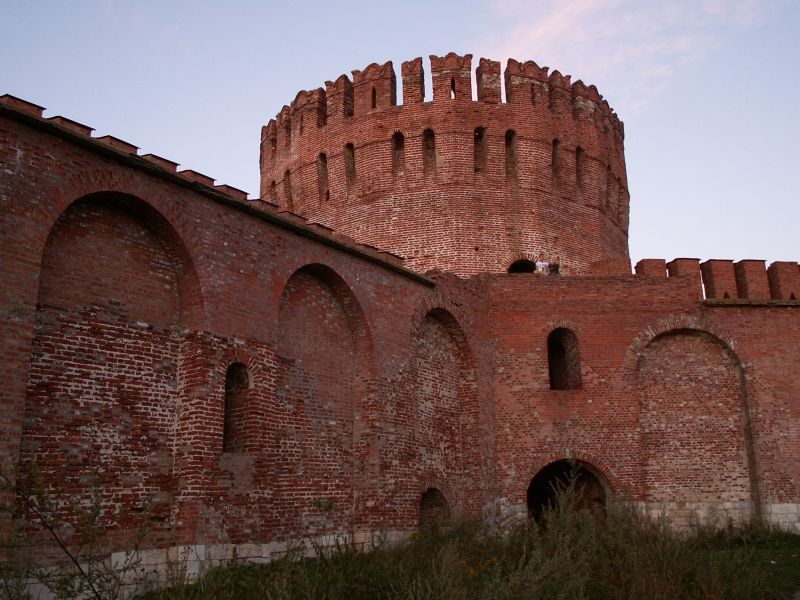
Zachowane fragmenty fortyfikacji Smoleńska

Ogień artylerii moskiewskiej okazał się na tyle silny, że doprowadził do zniszczenia jednej z okrągłych baszt do samej ziemi. Broniący się wznieśli tam naprędce prowizoryczne umocnienia. Wykorzystali to Rosjanie z zaskoczenia zajmując ruiny w nocy z 25 na 26 sierpnia. O godzinie trzeciej nad ranem, na umówiony wcześniej znak (trzy wystrzały z działa) Moskwicini ruszyli do szturmu. Atakowana była Fortalicja Władysławowska, której broniła zaciekle piechota Korffa zadając przeciwnikowi znaczne straty. Broniono także Bramy Królewskiej. Tu także natarcie zostało odparte, lecz chroniąca ją palisada została porąbana. Najcięższe walki miały miejsce w rejonie zniszczonej baszty. Wkrótce Rosjanie wyparli obrońców z okolicznych odcinków murów. Sytuacja była poważna. Wojewoda Obuchowicz przebywając niedaleko tych zdarzeń naprędce zorganizował kontratak, który się jednak nie powiódł. Potrzebne było wsparcie. Dzięki ofiarności części obrońców zdołano zatrzymać napór wroga aż do przybycia piechoty Korffa. Przeciwnik umocnił się jednak na zdobytych stanowiskach rozpoczynając z nich ostrzał i zadając stronie polsko-litewskiej znaczne straty. Obrońców uratował jednak przypadek. Jedna z kul litewskiej artylerii uderzyła w zajętą przez wroga basztę powodując wybuch znajdującego się tam prochu i zabijając wielu Rosjan. Wykorzystali to oblężeni dokonując kontrataku i wypierając przeciwnika z murów oraz zniszczonej wieży. Moskiewski szturm został więc z wielkim trudem odparty (w okolicach baszty Wesołuchy po skończeniu się amunicji, wroga przepędzono rzucając w niego ule z pszczołami). Na jego niepowodzenie wpłynął także brak koordynacji w siłach rosyjskich. Siły garnizonu Smoleńska stopniały jednak do 2591 ludzi. Ledwo pozwalało to na obsadzenie murów. Dodatkowo w czasie szturmu niektóre ich odcinki zostały znacznie uszkodzone.

### Działania wojsk litewskich
Pomimo szczupłości sił jakimi dysponował Janusz Radziwiłł (ok. 4 tys.), hetman zdecydował się wyjść z wojskiem w pole. Wiedział jednak, iż nie ma szans w walce z połączonymi armiami moskiewskimi. Aby do tego nie dopuścić zdecydował się on zaatakować jedną z nich. W bitwie pod Szkłowem oddziały litewskie zdołały pokonać liczniejsze siły Jakowa Czerkaskiego (ok. 12 tys.). Poniosły jednak znaczne straty. Ostatecznie przegrana przez Radziwiłła bitwa pod Szepielewiczami rozwiała nadzieje Smoleńska na odsiecz.

## Kapitulacja
Klęska wojsk litewskich podziałała negatywnie na morale obrońców. Pokazane na moskiewskich szańcach zdobyczne chorągwie litewskie oraz zezwolenie strony rosyjskiej na rozmowę z wziętymi do niewoli jeńcami potwierdziły doniesienia o przegranej. Rosjanie próbowali w ten sposób skłonić smoleńszczan do kapitulacji. Na niekorzyść obrońców wpływał także fakt szybkiego kurczenia się zapasów prochu i żywności. Sytuacja stawała się na tyle trudna, że na naradzie z 30 sierpnia Obuchowicz podał pod wątpliwość dalszą obronę twierdzy. Co prawda poddanie się zdecydowanie odrzucono, lecz wojewoda wraz ze starszyzną coraz częściej optowali za kapitulacją. Dodatkowo biorący udział w naradzie Jan Miładowski zdradził i wyjawił carowi problemy broniących się. Do dalszej obrony próbowali nakłaniać Obuchowicza obecni w mieście jezuici. Nic to jednak nie dało. Zdecydowali się oni wówczas motywować wojsko na murach, co jednak nie spodobało się wojewodzie. Na początku września rozpoczęły się rozmowy kapitulacyjne. Dodatkowo nasiliły się dezercje (w tym przechodzenie żołnierzy piechoty niemieckiej na stronę wroga). 12 września wysłano poselstwo do cara a rosyjscy komisarze przybyli do Smoleńska. Zamiar poddania się Obuchowicz usprawiedliwił w manifeście z 20 września, gdzie skarżył się na brak nadziei na odsiecz. Ku obronie skłaniali się jeszcze Korff, Tyzenhauz i inni oficerowie piechoty niemieckiej. Obuchowicz wraz ze smoleńskimi dostojnikami pochwalili wówczas całokształt walki regimentów cudzoziemskich w trakcie oblężenia. Decyzję o kapitulacji podjęto prawdopodobnie 25 września. Traktat kapitulacyjny zawarto cztery dni później, choć przysięgi carowi rozpoczęto składać już w 27 dniu miesiąca. Część żołnierzy zaczęła opuszczać swe stanowiska jeszcze przed planowanym terminem wydania twierdzy Rosjanom. Na stronę cara dla korzyści finansowych przeszło większość piechoty niemieckiej (615 żołnierzy). Za te wydarzenia odpowiadać miał podczaszy lidzki Albrycht Golmont. Na mocy układów wojewoda Obuchowicz i ci, którzy zechcieli pozostać po stronie polsko-litewskiej 3 października opuścili Smoleńsk. Było ich jednak niewielu (m.in. Korff, Tyzenhauz i 200 żołnierzy z oddziałów cudzoziemskich). Większość przyjęła carską protekcję. Tego samego dnia do miasta wkroczył car Aleksy Michajłowicz. Pod koniec października, pomimo swego wielkiego sukcesu, Rosjanie wstrzymali działania ofensywne. Powodem tego była panująca w państwie moskiewskim epidemia dżumy. Dało to szansę stronie litewskiej na odbudowę potencjału armii.

## Konsekwencje
Smoleńsk odgrywał kluczową rolę w osłonie wschodnich krańców Wielkiego Księstwa Litewskiego. Nic więc dziwnego, że jego upadek wywołał niedowierzanie i wielkie oburzenie społeczeństwa. Szczególnie skrytykowano dowodzących obroną Obuchowicza i Korffa (wytoczono im procesy sejmowe). Dzięki kontroli nad tzw. Bramą Smoleńską twierdza ta była kluczowa dla planowania ataku na Moskwę. Pod władzą rosyjską Smoleńsk stanowił ważną bazę wypadową dla wojsk moskiewskich działających na Litwie. Na mocy rozejmu w Andruszowie z 1667 r. większość województwa smoleńskiego (wraz ze Smoleńskiem) przypadła Carstwu Rosyjskiemu. Utratę przez Rzeczpospolitą tych terytoriów ostatecznie potwierdził w 1686 r. pokój Grzymułtowskiego.